# Campionato africano femminile under 20 di calcio
Il Campionato africano femminile under 20 di calcio è una competizione di calcio femminile riservata alle giocatrici sotto i 20 anni di età. Vi partecipano le Nazionali femminili dei Paesi affiliati alla CAF. Ha cadenza biennale e la prima edizione fu disputata nel 2002.

Il torneo funge anche da qualificazione per il campionato mondiale Under-20. Le prime due edizioni sono state vinte dalla Nigeria. A partire dal 2008 non è più stata disputata la finale, ma si sono qualificate al mondiale le due vincenti delle semifinali. 

## Risultati
| Anno          |                               | Finale                        | Finale                        | Finale                          |                                 | Terzo posto                     | Terzo posto                   | Terzo posto                   |
| Anno          | Vincitrice                    | Punteggio                     | Secondo posto                 |                                 |                                 | Terzo posto                     | Terzo posto                   | Terzo posto                   |
| ------------- | ----------------------------- | ----------------------------- | ----------------------------- | ------------------------------- | ------------------------------- | ------------------------------- | ----------------------------- | ----------------------------- |
| 2002 Dettagli | Nigeria                       | 6 - 0 3 - 2                   | Sudafrica                     | Rep. Centrafricana Marocco      | Rep. Centrafricana Marocco      | Rep. Centrafricana Marocco      |                               |                               |
| 2004 Dettagli | Nigeria                       | 1 - 0 0 - 0                   | Sudafrica                     | RD del Congo Guinea Equatoriale | RD del Congo Guinea Equatoriale | RD del Congo Guinea Equatoriale |                               |                               |
| Anno          | Vincitrici                    | Vincitrici                    | Vincitrici                    | Finaliste                       | Finaliste                       | Finaliste                       |                               |                               |
| 2006          | RD del Congo Nigeria          | RD del Congo Nigeria          | RD del Congo Nigeria          | Guinea Equatoriale              | Guinea Equatoriale              | Guinea Equatoriale              |                               |                               |
| 2008          | Nigeria RD del Congo          | Nigeria RD del Congo          | Nigeria RD del Congo          | Ghana Sudafrica                 | Ghana Sudafrica                 | Ghana Sudafrica                 |                               |                               |
| 2010          | Ghana Nigeria                 | Ghana Nigeria                 | Ghana Nigeria                 | RD del Congo Sudafrica          | RD del Congo Sudafrica          | RD del Congo Sudafrica          |                               |                               |
| 2012          | Nigeria Ghana                 | Nigeria Ghana                 | Nigeria Ghana                 | Tunisia RD del Congo            | Tunisia RD del Congo            | Tunisia RD del Congo            |                               |                               |
| 2014          | Nigeria Ghana                 | Nigeria Ghana                 | Nigeria Ghana                 | Sudafrica Guinea Equatoriale    | Sudafrica Guinea Equatoriale    | Sudafrica Guinea Equatoriale    |                               |                               |
| 2015          | Nigeria Ghana                 | Nigeria Ghana                 | Nigeria Ghana                 | Sudafrica Etiopia               | Sudafrica Etiopia               | Sudafrica Etiopia               |                               |                               |
| 2018          | Nigeria Ghana                 | Nigeria Ghana                 | Nigeria Ghana                 | Sudafrica Camerun               | Sudafrica Camerun               | Sudafrica Camerun               |                               |                               |
| 2020          | Non disputato                 | Non disputato                 | Non disputato                 | Non disputato                   | Non disputato                   | Non disputato                   | Non disputato                 | Non disputato                 |
| 2022          | Nigeria Ghana                 | Nigeria Ghana                 | Nigeria Ghana                 | Senegal Etiopia                 | Senegal Etiopia                 | Senegal Etiopia                 |                               |                               |
| 2024          | Tornei a eliminazione diretta | Tornei a eliminazione diretta | Tornei a eliminazione diretta | Tornei a eliminazione diretta   | Tornei a eliminazione diretta   | Tornei a eliminazione diretta   | Tornei a eliminazione diretta | Tornei a eliminazione diretta |